# Sestet
Sestet (łac. sextus ‘szósty’) – strofa sześciowersowa, niekiedy o wersach różnej długości.
Głównym wyróżnikiem sestetu jest możliwość zastosowania układu trzech różnych rymów w obrębie jednostki stroficznej. Wariant z dwoma rymami pojawia się znacznie rzadziej. Sześciowiersz rymowany abaabb lub aababb to meander, znany z twórczości Felicjana Faleńskiego, natomiast zwrotka aaabab to tak zwana strofa Burnsa. Najczęściej spotykane zestawienia to: ababcc, aabccb, aabbcc, abbacc oraz acbcbc.
Schemat ababcc to sekstyna. Występuje on na przykład w wierszu Friedricha Schillera Nurek:
Oddycha długo, oddycha głęboko,
Światło dnia wita i modły zasyła.
Krzyk się radośny rozlega szeroko:
«Żyje, ach żyje! Otchłań go wróciła!
Z mokrego grobu, z przepaścistej wody
Wydobył duszę, powrócił bez szkody!»
tłumaczenie Jan Nepomucen Kamiński
Schemat aabccb był popularny w poezji francuskiej, zwłaszcza w XIX wieku. Występuje on między innymi w Chanson d'automne (Piosnce jesiennej) Paula Verlaine’a:
Les sanglots longs
Des violons
De l’automne
Blessent mon coeur
D’une langueur
Monotone.
Strofa sześciowersowa z rymem lustrzanym (abccba) pojawia się rzadko. Występuje ona w wierszu Roberta Browninga Spotkanie w nocy:
Szara głąb morza, długi, ciemny ląd:
Ogromny, żółty półksiężyca róg;
Nagły, syczący, nieprzytomny tan
Zbudzonych ze snu kędzierzawych pian -
Lotne me czółno szybki toczy łuk,
W piasku wilgotnym zgasł już jego prąd.
tłumaczenie Jan Kasprowicz
Sestetem nazywa się także dwa tercety składające się na drugą część sonetu.